# トロートマン・サンダーズ
トロートマン・サンダースLLP（Troutman Sanders LLP）は、アメリカ合衆国の法律事務所。1897年設立。750人以上の法律家が所属し、世界中に15のオフィスがある。会長はロバード・W・ウェッブ・ジュニア。2009年にロス・ディクソン&ベルと合併した。